# David Hyde Pierce
David Hyde Pierce (Saratoga Springs, New York, 1959. április 3. –) Tony-díjas és négyszeres Emmy-díjas amerikai színész, rendező.
Legismertebb alakítása Dr. Niles Crane pszichiáter volt az NBC Frasier – A dumagép című szituációs komédiájában. A szereppel négy Primetime Emmy-díjat nyert legjobb férfi mellékszereplő (vígjátéksorozat) kategóriában és öt alkalommal jelölték Golden Globe-díjra.
A sorozat mellett mellékszerepeket vállalt olyan filmekben, mint a Más, mint a többiek (1991), A halászkirály legendája (1991), A szerelem hullámhosszán (1993), a Nixon (1995) és a Gyagyák a gatyában, avagy tudom, kit fűztél tavaly nyáron (2001). Az Egy bogár élete (1998) és az Ozmózis Jones – A belügyi nyomozó (2001) című animációs filmekben szinkronszínészként hallható.
A filmezésen túl Pierce a színpadon is sikereket aratott: 2007-ben a Curtains című darabbal Tony-díjat szerzett, mint legjobb férfi főszereplő musicalben. 2015-ben rendezte meg az It Shoulda Been You című Broadway-darabot.

## Filmográfia

### Film
| Év   | Magyar cím                                                | Eredeti cím                                     | Szerep                            | Magyar hang     |
| ---- | --------------------------------------------------------- | ----------------------------------------------- | --------------------------------- | --------------- |
| 1988 |                                                           | The Appointments of Dennis Jennings (rövidfilm) | üzletember                        |                 |
| 1988 | Fények, nagyváros                                         | Bright Lights, Big City                         | pultos                            |                 |
| 1988 | A szerelemhez idő kell                                    | Crossing Delancey                               | Mark                              |                 |
| 1988 | Rocket Gibraltár, a viking bárka                          | Rocket Gibraltar                                | Monsieur Henri                    |                 |
| 1989 | A vámpír csókja                                           | Vampire's Kiss                                  | színházi fickó                    |                 |
| 1990 |                                                           | Across Five Aprils                              | katona                            |                 |
| 1991 | Más, mint a többiek                                       | Little Man Tate                                 | Garth Emmerick                    |                 |
| 1991 | A halászkirály legendája                                  | The Fisher King                                 | Lou Rosen                         | Szokol Péter    |
| 1993 | A szerelem hullámhosszán                                  | Sleepless in Seattle                            | Dennis Reed                       | Csuja Imre      |
| 1993 | Addams Family 2. – Egy kicsivel galádabb a család         | Addams Family Values                            | szülész                           | Várkonyi András |
| 1994 | Farkas                                                    | Wolf                                            | Roy                               |                 |
| 1995 |                                                           | Ripple (rövidfilm)                              | Peter                             |                 |
| 1995 | Nixon                                                     | Nixon                                           | John Dean                         | Kassai Károly   |
| 1998 | Egy bogár élete                                           | A Bug's Life                                    | Botond (Slim) a botsáska (hangja) | Rosta Sándor    |
| 1999 | A Földlakók nemi élete                                    | The Mating Habits of the Earthbound Human       | narrátor (hangja)                 | Helyey László   |
| 2000 | Hát nem édes?                                             | Isn't She Great                                 | Michael Hastings                  |                 |
| 2000 | Kötöznivaló bolondok                                      | Chain of Fools                                  | Mr. Kerner                        | Rába Roland     |
| 2000 | Plüssmaci és barátai                                      | The Tangerine Bear                              | Kakukkmadár (hangja)              |                 |
| 2001 | Gyagyák a gatyában, avagy tudom, kit fűztél tavaly nyáron | Wet Hot American Summer                         | Henry Newman                      | Rosta Sándor    |
| 2001 |                                                           | Happy Birthday (rövidfilm)                      | Barney                            |                 |
| 2001 | Ozmózis Jones – A belügyi nyomozó                         | Osmosis Jones                                   | Drix (hangja)                     | Kőszegi Ákos    |
| 2001 |                                                           | Laud Weiner (rövidfilm)                         | Laud Weiner                       |                 |
| 2002 | Szemből telibe                                            | Full Frontal                                    | Carl                              | Epres Attila    |
| 2002 | A kincses bolygó                                          | Treasure Planet                                 | Dr. Doppler (hangja)              | Háda János      |
| 2003 | Pokolba a szerelemmel                                     | Down with Love                                  | Peter MacMannus                   |                 |
| 2004 | Pokolfajzat                                               | Hellboy                                         | Abe Sapien (hangja)               |                 |
| 2008 |                                                           | Forever Plaid: The Movie                        | narrátor (hangja)                 |                 |
| 2009 |                                                           | Stingray Sam                                    | narrátor (hangja)                 |                 |
| 2010 |                                                           | The Perfect Host                                | Warwick Wilson                    |                 |
| 2024 | Ördögűzés                                                 | The Exorcism                                    | Conor atya                        | Rosta Sándor    |

### Televízió
| Év        | Magyar cím           | Eredeti cím                                     | Szerep                             | Megjegyzések            |
| --------- | -------------------- | ----------------------------------------------- | ---------------------------------- | ----------------------- |
| 1987      |                      | Spenser: For Hire                               | O'Neill                            | 1 epizód                |
| 1987      |                      | Crime Story                                     | Carruthers NSA ügynök              | 1 epizód                |
| 1988      |                      | Knightwatch                                     | Gibson                             | 1 epizód                |
| 1992      |                      | Dream On                                        | Jerry Dorfer                       | 1 epizód                |
| 1992–1993 |                      | The Powers That Be                              | Theodore Van Horne                 | 21 epizód               |
| 1993–2004 | Frasier – A dumagép  | Frasier                                         | Dr. Niles Crane                    | főszereplő (264 epizód) |
| 1995      | Saturday Night Live  | Saturday Night Live                             | önmaga (házigazda)                 | 1 epizód                |
| 1995–1996 | Caroline New Yorkban | Caroline in the City                            | Jimmy Callahan / Dr. Niles Crane   | 2 epizód                |
| 1996      | Végtelen határok     | The Outer Limits                                | Dr. Jack Henson                    | 1 epizód                |
| 1996      |                      | Mighty Ducks                                    | Baron von Lichtenstamp (hangja)    | 3 epizód                |
| 1997      |                      | Happily Ever After: Fairy Tales for Every Child | Puss (hangja)                      | 1 epizód                |
| 1997–2014 | A Simpson család     | The Simpsons                                    | Cecil Terwilliger / Felix (hangja) | 3 epizód                |
| 1998–1999 | Herkules             | Hercules                                        | Daidalosz (hangja)                 | 5 epizód                |
| 1999      |                      | Jackie's Back                                   | Perry                              | tévéfilm                |
| 2001      |                      | Titus                                           | Jerry October                      | 1 epizód                |
| 2001      |                      | On the Edge                                     | Barney                             | tévéfilm                |
| 2003      |                      | Gary the Rat                                    | Addison (hangja)                   | 1 epizód                |
| 2006      |                      | The Amazing Screw-On Head                       | zombi uralkodó (hangja)            | rövidfilm               |
| 2012      | Szezám utca          | Sesame Street                                   | Chiphead parancsnok                | 1 epizód                |
| 2014–2015 | A férjem védelmében  | The Good Wife                                   | Frank Prady                        | 8 epizód                |
| 2015      |                      | Wet Hot American Summer: First Day of Camp      | Henry Newman                       | 2 epizód                |
| 2017      |                      | When We Rise                                    | Dr. Jones                          | 3 epizód                |
| 2017      |                      | Julie's Greenroom                               | önmaga                             | 2 epizód                |
| 2017      |                      | Wet Hot American Summer: Ten Years Later        | Henry Newman                       | 1 epizód                |
| 2022–2023 |                      | Julia                                           | Paul Child / Charles Child         | főszereplő (16 epizód)  |

## Fontosabb díjak és jelölések

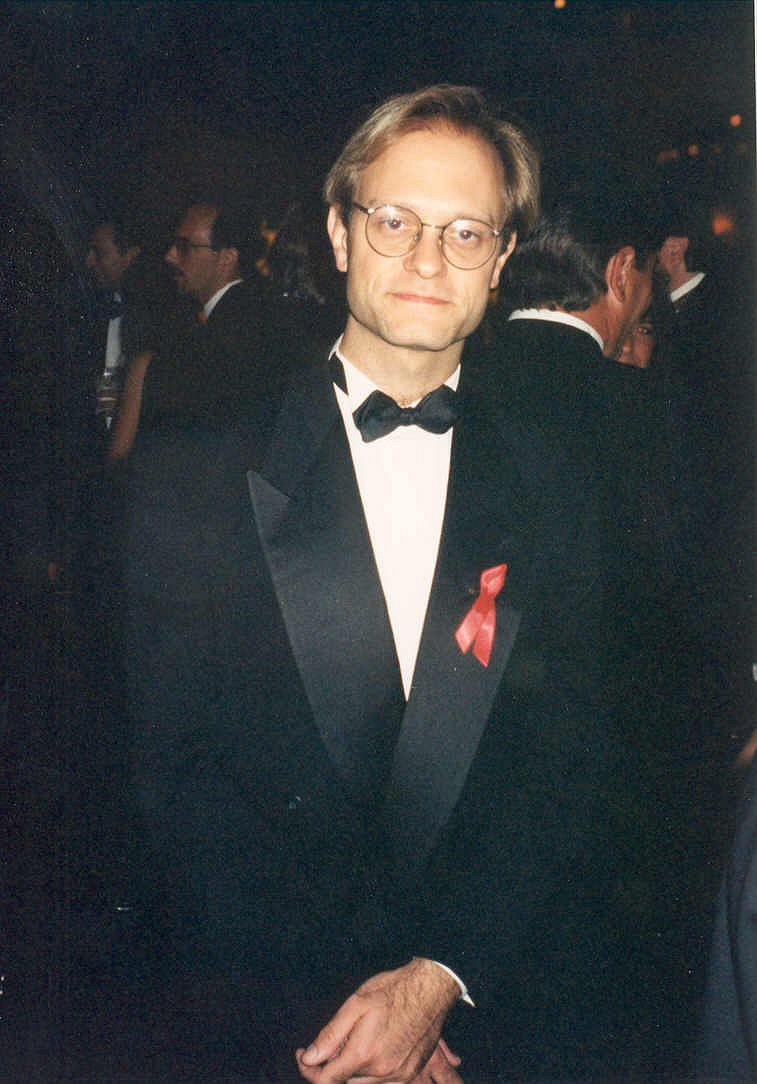
Pierce a 47. Emmy-díjátadón, 1994-ben.

Tony-díj
| Év   | Kategória                             | Jelölt mű                           | Eredmény |
| ---- | ------------------------------------- | ----------------------------------- | -------- |
| 2007 | Legjobb férfi főszereplő (musical)    | Curtains                            | Elnyerte |
| 2010 | Isabelle Stevenson-díj                | –                                   | Elnyerte |
| 2013 | Legjobb férfi főszereplő színdarabban | Vanya and Sonia and Masha and Spike | Jelölve  |
| 2017 | Legjobb férfi főszereplő (musical)    | Hello, Dolly!                       | Jelölve  |

Primetime Emmy-díj
| Év   | Kategória                                      | Jelölt mű           | Eredmény |
| ---- | ---------------------------------------------- | ------------------- | -------- |
| 1994 | Legjobb férfi mellékszereplő (vígjátéksorozat) | Frasier – A dumagép | Jelölve  |
| 1995 | Legjobb férfi mellékszereplő (vígjátéksorozat) | Frasier – A dumagép | Elnyerte |
| 1996 | Legjobb férfi mellékszereplő (vígjátéksorozat) | Frasier – A dumagép | Jelölve  |
| 1997 | Legjobb férfi mellékszereplő (vígjátéksorozat) | Frasier – A dumagép | Jelölve  |
| 1998 | Legjobb férfi mellékszereplő (vígjátéksorozat) | Frasier – A dumagép | Elnyerte |
| 1999 | Legjobb férfi mellékszereplő (vígjátéksorozat) | Frasier – A dumagép | Elnyerte |
| 2000 | Legjobb férfi mellékszereplő (vígjátéksorozat) | Frasier – A dumagép | Jelölve  |
| 2001 | Legjobb férfi mellékszereplő (vígjátéksorozat) | Frasier – A dumagép | Jelölve  |
| 2002 | Legjobb férfi mellékszereplő (vígjátéksorozat) | Frasier – A dumagép | Jelölve  |
| 2003 | Legjobb férfi mellékszereplő (vígjátéksorozat) | Frasier – A dumagép | Jelölve  |
| 2004 | Legjobb férfi mellékszereplő (vígjátéksorozat) | Frasier – A dumagép | Elnyerte |

Golden Globe-díj
| Év   | Kategória                                                                               | Jelölt mű           | Eredmény |
| ---- | --------------------------------------------------------------------------------------- | ------------------- | -------- |
| 1995 | Legjobb férfi mellékszereplő (televíziós sorozat, televíziós minisorozat vagy tévéfilm) | Frasier – A dumagép | Jelölve  |
| 1996 | Legjobb férfi mellékszereplő (televíziós sorozat, televíziós minisorozat vagy tévéfilm) | Frasier – A dumagép | Jelölve  |
| 1997 | Legjobb férfi mellékszereplő (televíziós sorozat, televíziós minisorozat vagy tévéfilm) | Frasier – A dumagép | Jelölve  |
| 1998 | Legjobb férfi mellékszereplő (televíziós sorozat, televíziós minisorozat vagy tévéfilm) | Frasier – A dumagép | Jelölve  |
| 2001 | Legjobb férfi mellékszereplő (televíziós sorozat, televíziós minisorozat vagy tévéfilm) | Frasier – A dumagép | Jelölve  |

Screen Actors Guild-díj
| Év   | Kategória                               | Jelölt mű           | Eredmény |
| ---- | --------------------------------------- | ------------------- | -------- |
| 1995 | Legjobb színész (vígjátéksorozat)       | Frasier – A dumagép | Jelölve  |
| 1995 | Legjobb szereplőgárda (vígjátéksorozat) | Frasier – A dumagép | Jelölve  |
| 1996 | Legjobb szereplőgárda (vígjátéksorozat) | Frasier – A dumagép | Jelölve  |
| 1996 | Legjobb színész (vígjátéksorozat)       | Frasier – A dumagép | Elnyerte |
| 1996 | Legjobb szereplőgárda (mozifilm)        | Nixon (1995)        | Jelölve  |
| 1997 | Legjobb színész ( vígjátéksorozat)      | Frasier – A dumagép | Jelölve  |
| 1997 | Legjobb szereplőgárda (vígjátéksorozat) | Frasier – A dumagép | Jelölve  |
| 1998 | Legjobb színész (vígjátéksorozat)       | Frasier – A dumagép | Jelölve  |
| 1998 | Legjobb szereplőgárda (vígjátéksorozat) | Frasier – A dumagép | Jelölve  |
| 1999 | Legjobb színész (vígjátéksorozat)       | Frasier – A dumagép | Jelölve  |
| 1999 | Legjobb szereplőgárda (vígjátéksorozat) | Frasier – A dumagép | Jelölve  |
| 2000 | Legjobb színész (vígjátéksorozat)       | Frasier – A dumagép | Jelölve  |
| 2000 | Legjobb szereplőgárda (vígjátéksorozat) | Frasier – A dumagép | Elnyerte |
| 2001 | Legjobb színész (vígjátéksorozat)       | Frasier – A dumagép | Jelölve  |
| 2001 | Legjobb szereplőgárda (vígjátéksorozat) | Frasier – A dumagép | Jelölve  |
| 2002 | Legjobb színész (vígjátéksorozat)       | Frasier – A dumagép | Jelölve  |
| 2002 | Legjobb szereplőgárda (vígjátéksorozat) | Frasier – A dumagép | Jelölve  |
| 2003 | Legjobb szereplőgárda (vígjátéksorozat) | Frasier – A dumagép | Jelölve  |
| 2004 | Legjobb szereplőgárda (vígjátéksorozat) | Frasier – A dumagép | Jelölve  |

## Fordítás
- Ez a szócikk részben vagy egészben  a   David Hyde Pierce című angol Wikipédia-szócikk fordításán alapul.  Az eredeti cikk szerkesztőit annak laptörténete sorolja fel. Ez a jelzés csupán a megfogalmazás eredetét és a szerzői jogokat jelzi, nem szolgál a cikkben szereplő információk forrásmegjelöléseként.